# Khusistan (provins)
Khusistan eller Khuzestan (persisk:خوزستان) er en af Irans 30 provinser. Den ligger på den nordøstlige side af den Persiske Golf, og provinsens hovedby hedder Ahvaz. I provinsen findes bl.a. følgende større byer Behbahan, Abadan, Andimeshk, Khorramshahr, Bandar Imam, Dezful, Shushtar, Omidiyeh, Izeh, Baq-e-Malek, Mah Shahr, Dasht-i Mishan/Dasht-e-Azadegan, Ramhormoz, Shadegan, Susa, Masjed Soleiman, Minoo Island og Hoveizeh.
Provinsen dækker et areal på 64.055 km², og den har 4,3 millioner indbyggere. Næsten halvdelen er shiitiske arabere, som bor i den sydlige del af provinsen. Desuden findes der shiitiske persere og folk af kurdisk afstamning som Bakhtiarer og Lurere (som taler en persisk dialekt) mod nord og øst. I provinsens nordlige del lever endnu en del af de kurdere, som blev forflyttet dertil under den Iran-Irak-krigen. I provinsen finder man Irans største dæmningsanlæg og vandkraftværk, som opstemmer floden Karun ved byen Masjid Soleiman (Masjid-e-Soleiman).

## Provinsens historie
Det nuværende Khusistan svarer til det område, der kaldes Elam i historiske beretninger. Områdets hovedby var byen Susa, og op gennem historien kaldte iranerne provinsen for Elam. Den oldpersiske betegnelse for Elam var Hujiyā, som kan genkendes i provinsens moderne navn. Khusistan er den ældste, iranske provins og den kaldes ofte for "nationens fødested" i Iran. Det var nemlig i dette område, at de indo-iransktalende stammer slog sig ned og grundlagde de fremtidige riger Persien, Medien og Partien sammen med den indfødte, elamitiske befolkning. Khusistan var også stedet, hvor byen Jondishapur og dens lægeskole lå.
Under elamiterterne, babylonerne og mederne blev Khusistan opdyrket ved hjælp af højt udviklet kunstvandingsteknik, og området regnet for Mesopotamiens og Persiens kornkammer indtil islamiseringen i det 7. århundrede. I det sydiranske lavland mellem Zagros-bjergene og den Persiske Golf er der i stedet opstået ørkenagtige stepper og udbredte sumpområder langs bredderne af Karun, Kerkha og Shatt al-Arab. På grund af rige forekomster af olie- og naturgas er provinsen atter blevet en økonomisk og geopolitisk betydningsfuld region. Fra 1980 til 1988 var det iranske Khusistan målet for en irakisk erobring, og området lider endnu under de ødelæggelser, som skyldes de irakiske hærenheder.